# Pielęgniczka krasnopręga
Pielęgniczka krasnopręga (Apistogramma hongsloi) – gatunek słodkowodnej ryby z rodziny pielęgnicowatych (Cichlidae). Hodowana w akwariach.

## Występowanie
Północna Ameryka Południowa – Kolumbia i Wenezuela; zamieszkuje płytkie, leniwie płynące partie przejrzystych strumieni i rzek dorzecza Orinoko.

## Dymorfizm płciowy
Dorosłe osobniki dorastają do 7 cm. Samce większe i barwniejsze od samic.

## Hodowla
| Zalecane warunki w akwarium | Zalecane warunki w akwarium                                             |
| --------------------------- | ----------------------------------------------------------------------- |
| Zbiornik                    | o wymiarach co najmniej 100×40×40 cm, piaszczyste dno, gęsta roślinność |
| Temperatura wody            | 25–27 °C                                                                |
| Twardość wody               | miękka                                                                  |
| Skala pH                    | 6,5–7,5                                                                 |
| Pokarm                      | żywy, mrożony                                                           |

W hodowli zaleca trzymać się jednego samca z kilkoma samicami. Wymaga ciemno urządzonego akwarium, częściowo gęsto obsadzonego roślinami, z kilkoma małymi kamiennymi lub ceramicznymi grotami. Tworzy stada haremowe. Podawanie pokarmu w postaci skorupiaków zwiększa intensywność czerwonego ubarwienia. Zalecana obecność kąsaczokształtnych i spokojniejszych pielęgnicowatych.